# Fritz Bauer (cyclisme)
Pour les articles homonymes, voir Fritz Bauer (homonymie) et Bauer.
Fritz Bauer, né le 9 février 1893 à Charlottenburg et mort le 10 décembre 1982 à Berlin est un coureur cycliste allemand.

## Palmarès sur route
- 1912
  - 2e Vienne-Berlin
  - 2e Rund um Iserlohn[8]
- 1913
  - 2e Tour de la Hainleite
- 1914
  - Grand Prix sur route de Hambourg
  - Bochum - Münster - Bochum
  - 3e de Berlin-Leipzig-Berlin
- 1915
  - Berlin-Hambourg[9]
  - Berlin-Cottbus-Berlin
  - Grand Prix sur route de Hanovre
- 1916
  - Berlin-Cottbus-Berlin[4]

## Palmarès sur piste

### Championnat d'Allemagne
- Championnats d'Allemagne de demi-fond 3e en 1926 et  1929

### Six Jours
- 1e Six Jours de Berlin en 1922 avec Karl Saldow[10]
- 1e Six Jours de Berlin en 1923 avec Oskar Tietz
- 2e Six Jours de Berlin en 1924 avec Franz Krupkat
- 3e Six Jours de Breslau en 1927 avec Oskar Tietz